# Josef Baumhauer

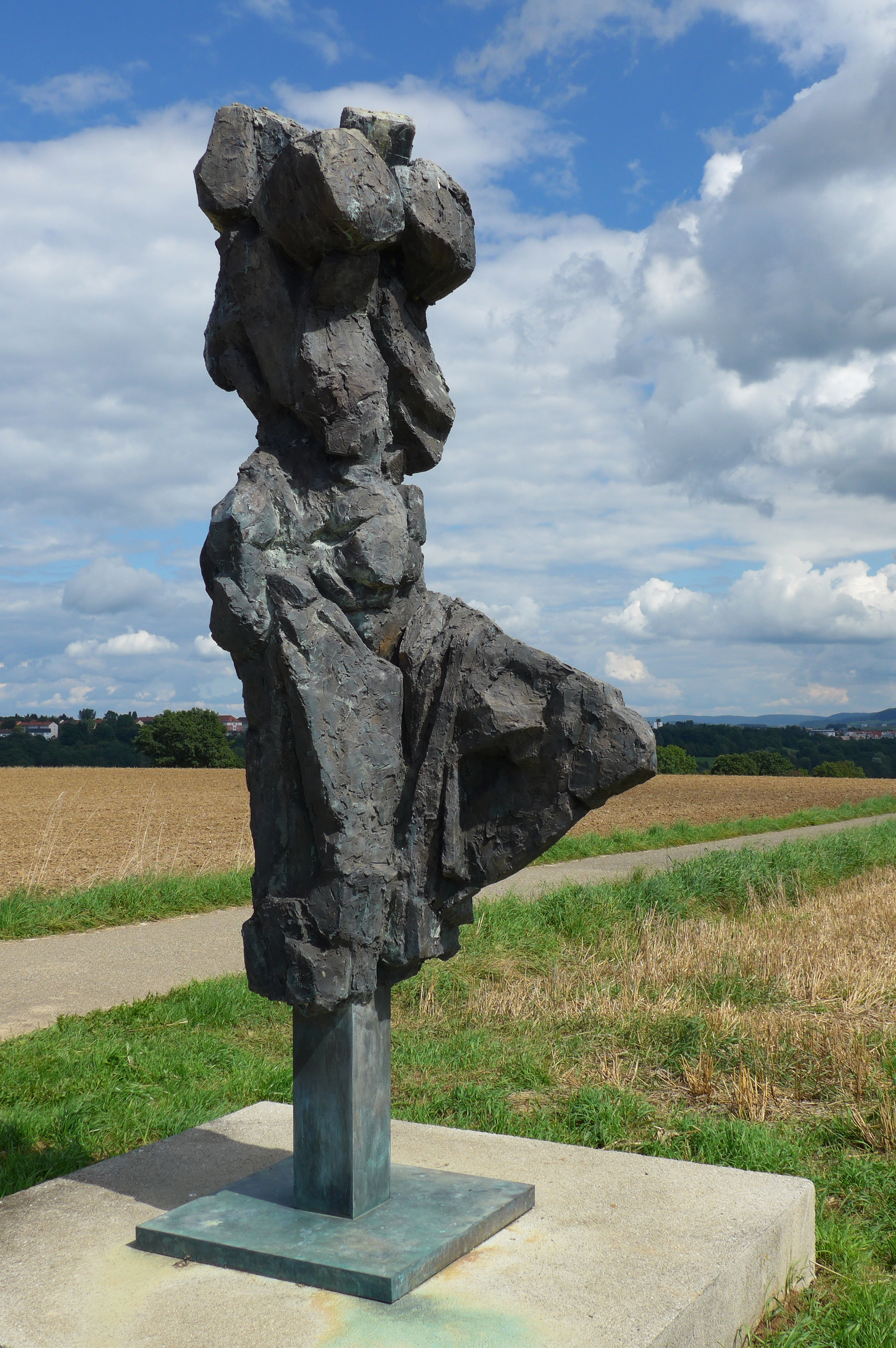
Daphne, 2002, Bronze, Wege zur Kunst

Josef  Baumhauer (auch Sepp Baumhauer; * 16. März 1930 in Schwäbisch Gmünd; † 8. Mai 2011 ebenda) war ein deutscher Bildhauer und Maler.

## Leben
Sepp Baumhauer legte 1950 in Schwäbisch Gmünd das Abitur ab und studierte bis 1954 an der Staatlichen Akademie der Bildenden Künste in Stuttgart unter anderem bei Willi Baumeister und Manfred Henninger.
Seit 1955 arbeitete er als freischaffender Bildhauer und Maler im Gmünder Stadtteil Bettringen. Studienreisen führten ihn nach Frankreich, Italien, Griechenland und die USA.
Mit seiner Ehefrau Maria-Theresia (* 4. Januar 1933; † 14. Januar 2010) hatte er die zwei Töchter Monika (* 1959) und Regina (* 1962).
1964 kaufte Baumhauer ein 1761 vom Gmünder Stadtbaumeister Johann Michael Keller erbautes Rokokogebäude in der Kornhausstraße in Schwäbisch Gmünd und sanierte es eigenhändig. Seine Ehefrau leitete dort bis in die 1990er Jahre das „Hotel Patrizier“.
Von 1981 bis 1989 gehörte Baumhauer zwei Wahlperioden lang für die CDU dem Gmünder Stadtrat an.
Er starb am 8. Mai 2011 und wurde in einem Grab, in dem auch seine ein Jahr vor ihm verstorbene Ehefrau Maria-Theresia liegt, auf dem Ottilienfriedhof in seinem Heimatort Bettringen bestattet.

## Ausstellungen (Auswahl)
- Mailand, Kunststudenten der Europäischen Akademien (1954)
- Schwäbisch Gmünd, Museum, Einzelausstellung (1962)
- Chicago, Ausstellung im „Real Estate Boruch“  (1969)
- Schwäbisch Gmünd, Predigerpassage, „Stahlplastiken“ (1976)
- Schwäbisch Gmünd, Predigerpassage, „Plastiken, Druckgraphik, Malerei“ (1980)
- Schwäbisch Gmünd, Prediger, „Zum 60. Geburtstag von Sepp Baumhauer“ (1990)
- Aalen, Landratsamt, „Skulpturen,   Druckgraphik, Malerei 1960–1990“ (1990)
- Aalen, Rathausgalerie, „Sepp Baumhauer“ (2000)
- Schwäbisch Gmünd, Galerie im Prediger, „Sepp Baumhauer, Das Relief – Vom Entwurf zur Plastik“ (2000)
- Aalen, Landratsamt, „3 mal Baumhauer“, in Verbindung mit der Kulturreportage auf SWR 4 (2008/09)
- Süßen, Gießerei E. Strassacker, Einzelausstellung zum 80. Geburtstag, 2010
- Ständige Ausstellung im Atelier in Schwäbisch Gmünd-Bettringen (seit 2011)

## Arbeiten im öffentlichen Raum
- Fenster, Glasbetontechnik, 1960, Maria Königin, Rehnenhof
- Figürliche Komposition, Spachtelputz und Malerei, 1960, Ostwand der Uhlandschule in Bettringen
- „Familiengruppe“, 1960er Jahre, Gusseisen, Kreisel beim Seniorenzentrum Riedäcker, Bettringen
- Steinerner Altartisch mit Kruzifix, 1963, Versöhnungskirche, Ulm
- Ambo und Altar, 1969, St. Cyriakus, Bettringen
- Fensterzyklus, 1975, Auferstehungskirche, Bettringen
- Bronzearbeiten im Altarbereich, Anfang der 1980er Jahre, St. Josef, Saarbrücken
- „Merkur“, 1986, Bronze, IHK Ostwürttemberg, Heidenheim an der Brenz
- „Familiengruppe“, 1990, Bronze, Arenhaus, Schwäbisch Gmünd
- „Daphne“, 2002, Bronze, Wege zur Kunst, Straßdorf

## Bilder

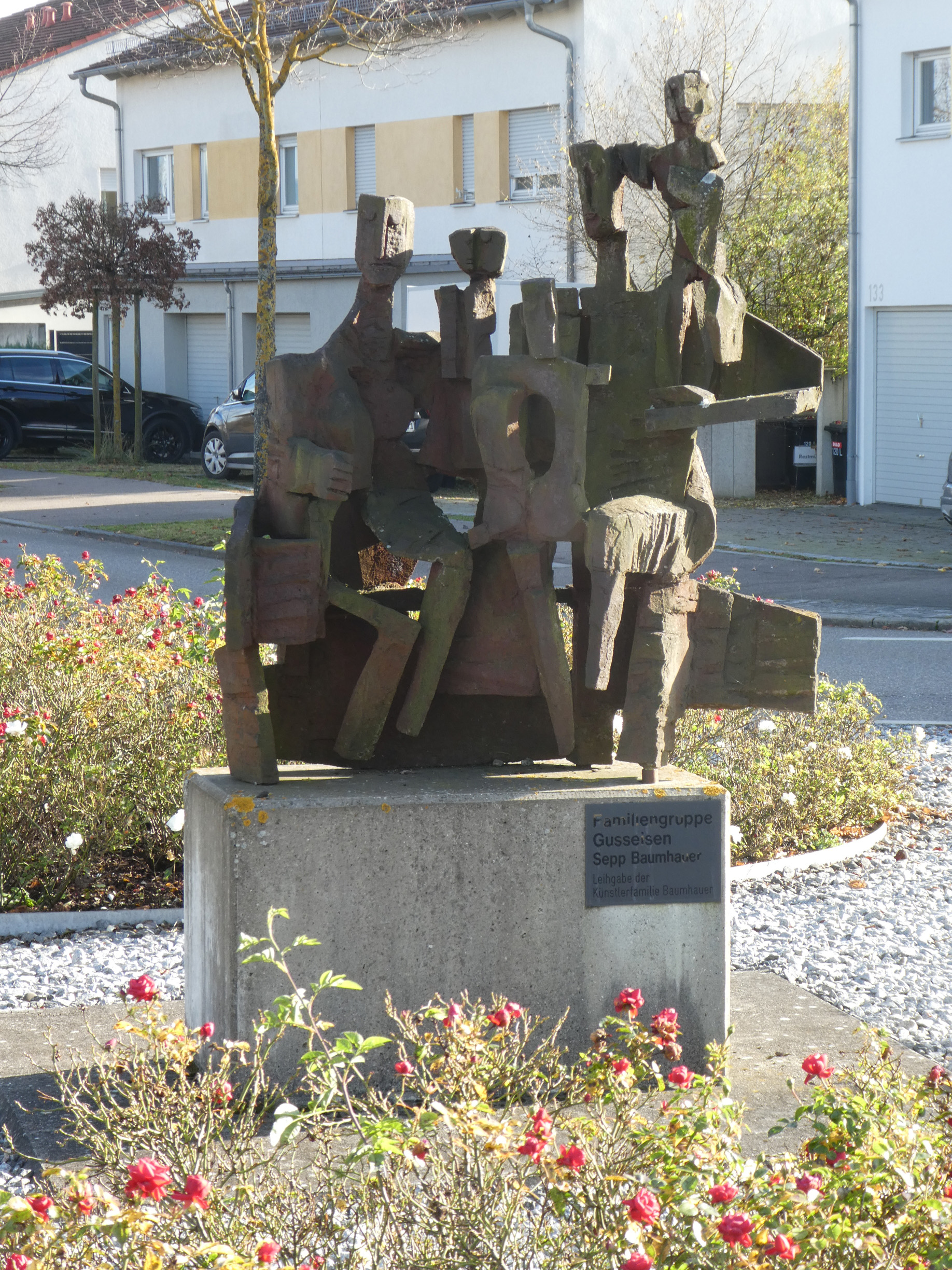
„Familiengruppe“, Gusseisen, 1960er Jahre, Kreisverkehr Riedäcker in Bettringen
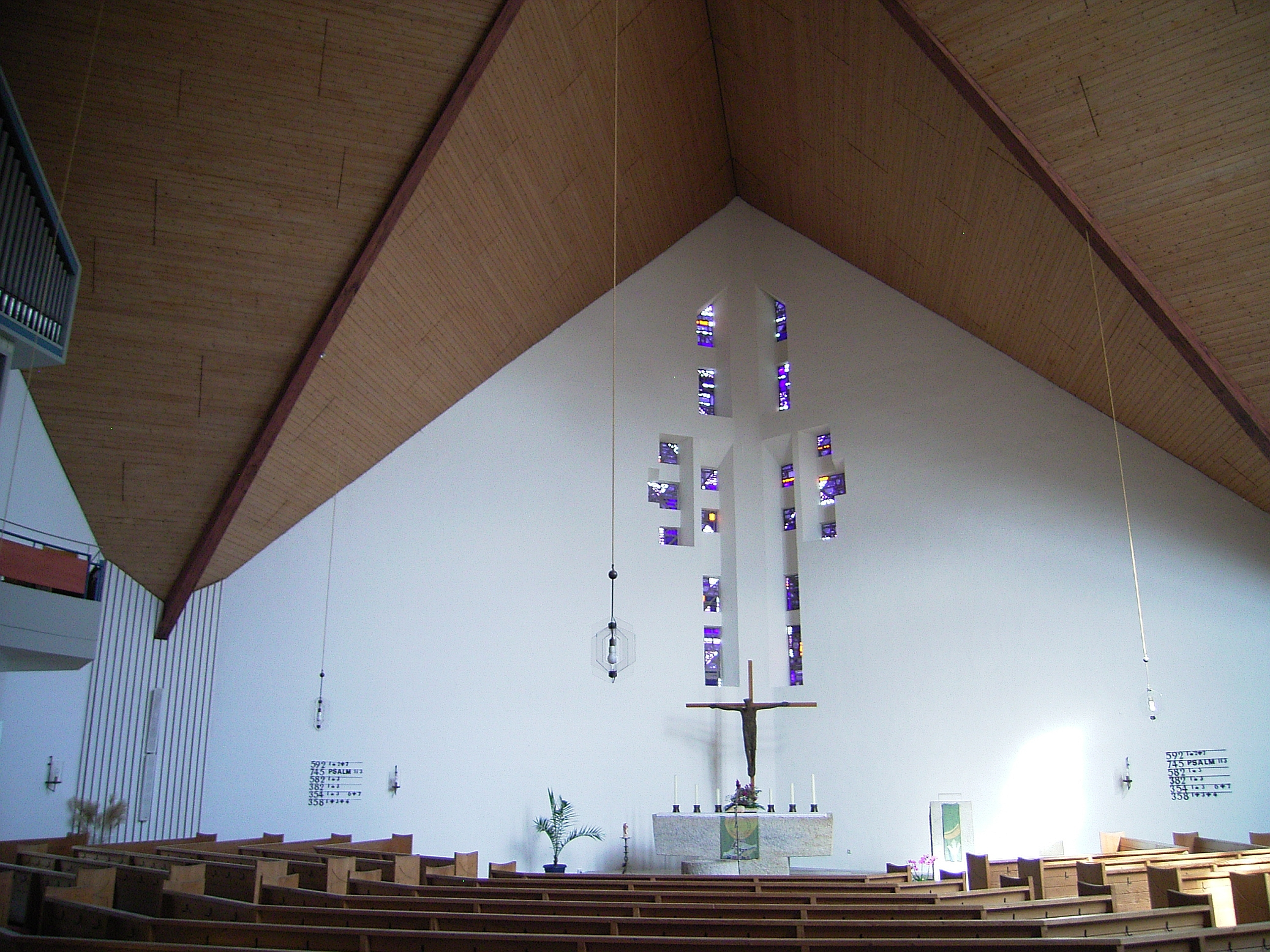
Steinerner Altartisch mit Kruzifix, 1963, Versöhnungskirche in Ulm
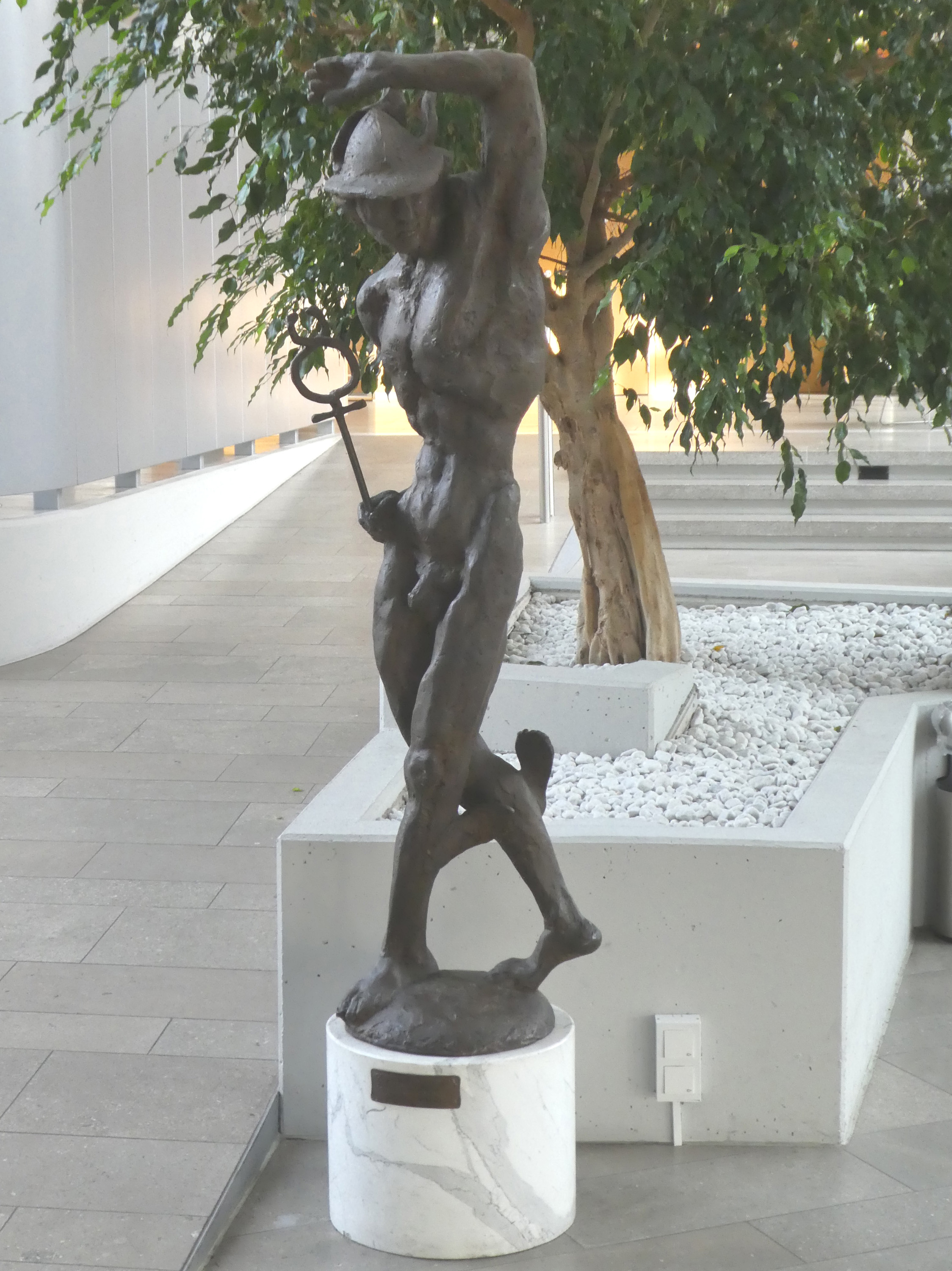
„Merkur“, 1986, Bronze, IHK Ostwürttemberg in Heidenheim an der Brenz
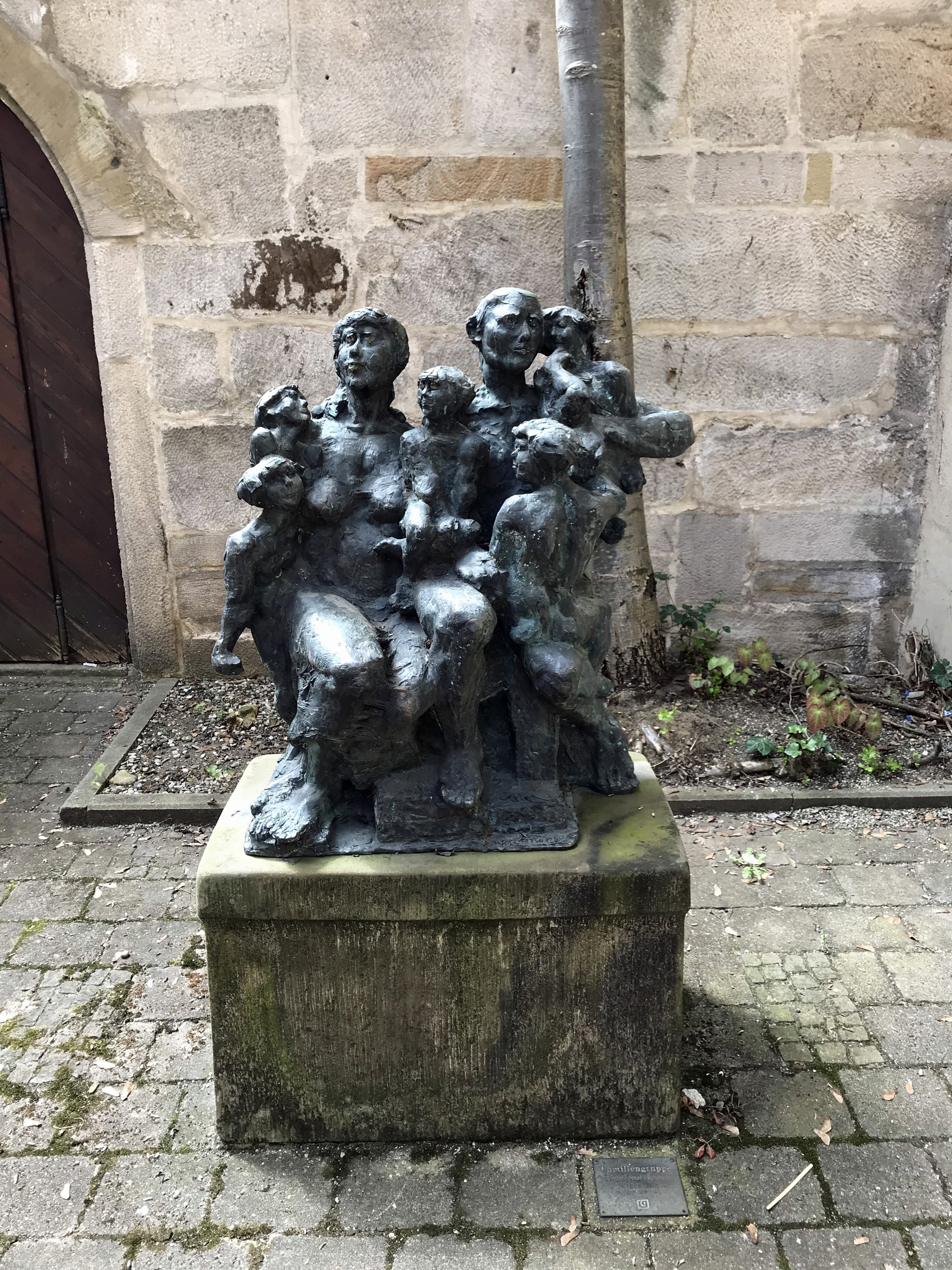
„Familiengruppe“, Bronze, 1992, Arenhaus (Marktplatz 35) in Schwäbisch Gmünd
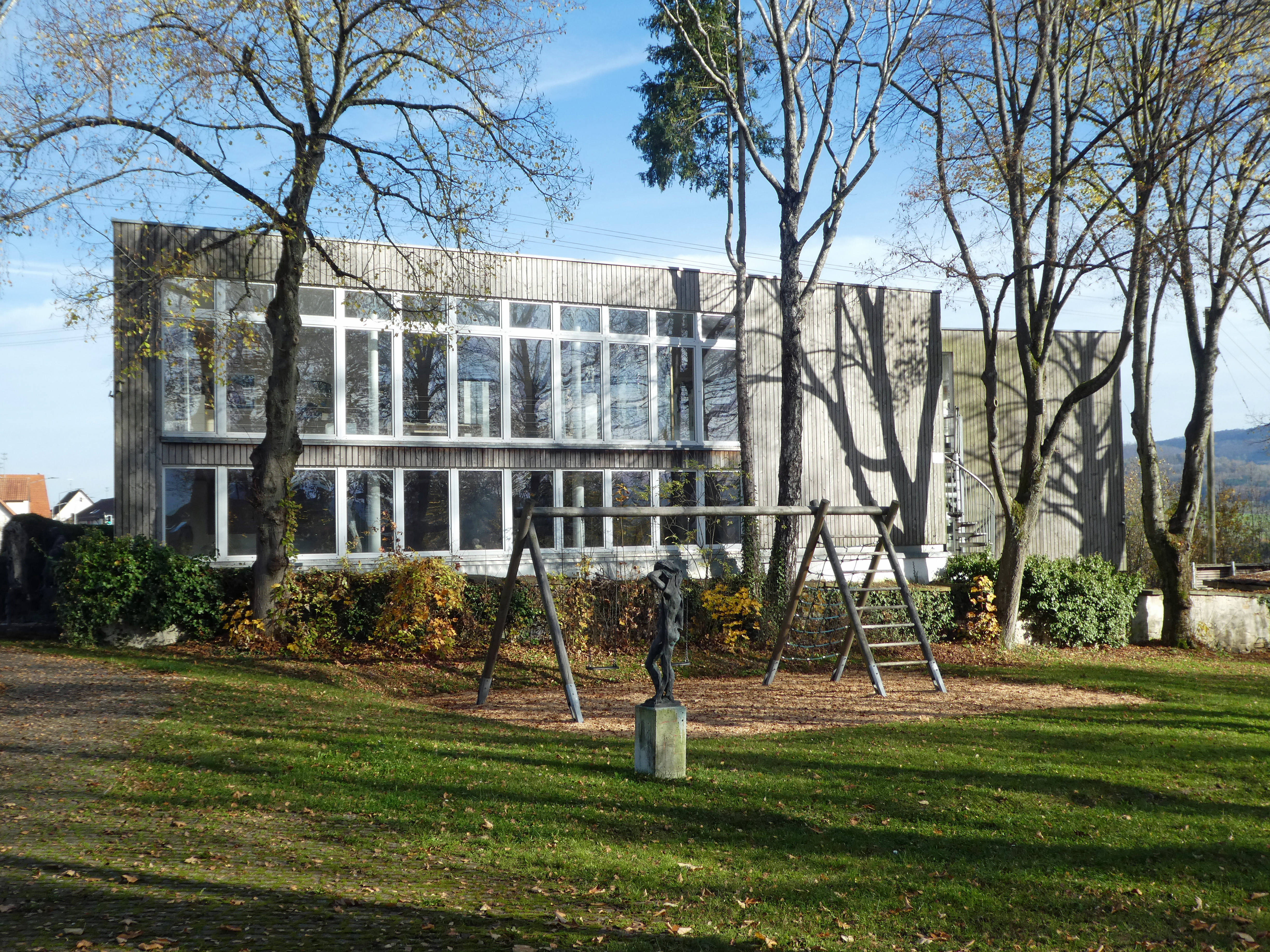
Ehemaliges Atelier Baumhauers, In der Vorstadt 77 in Bettringen
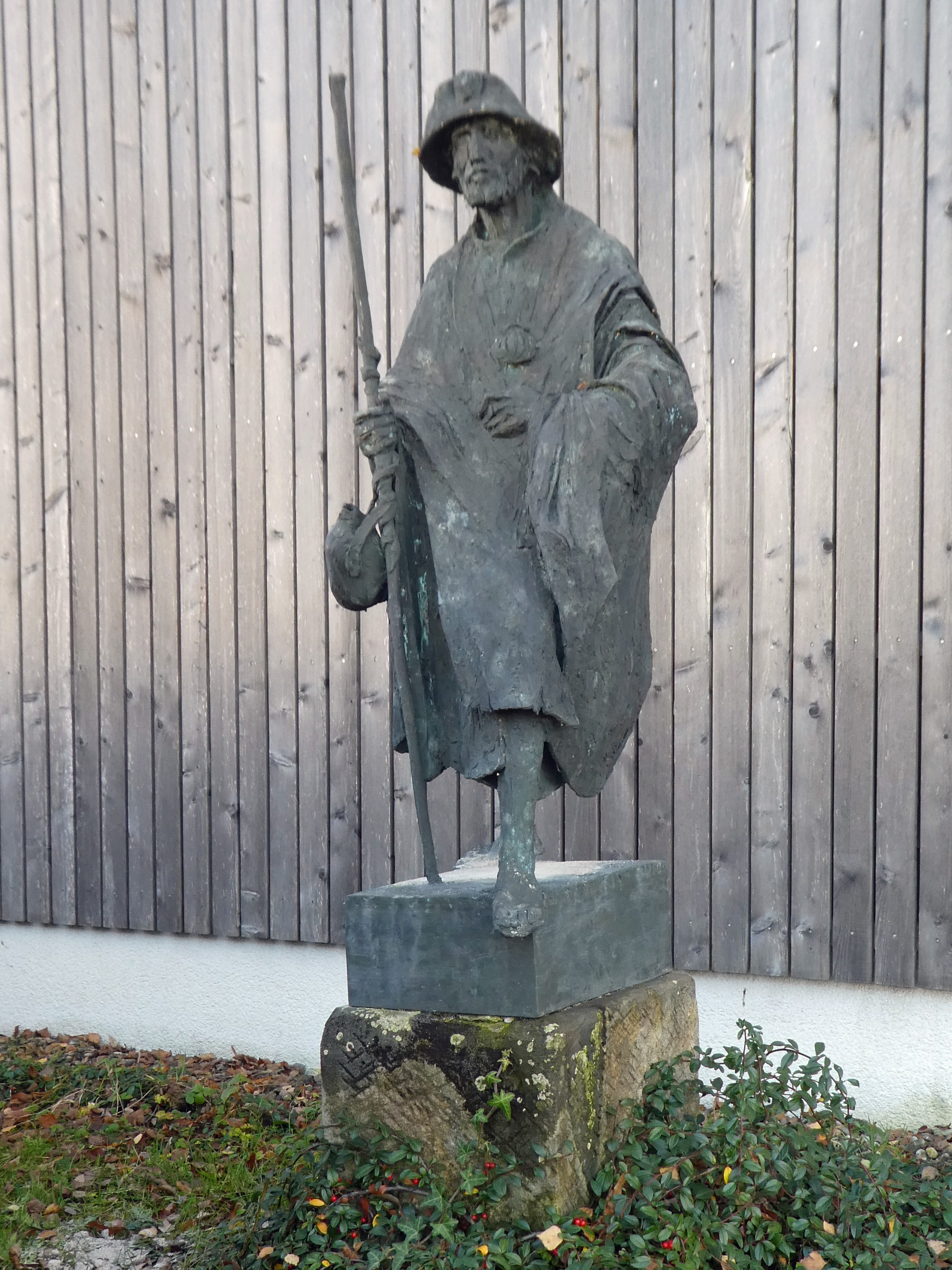
Apostel Jakobus, Bronze, ohne Datum, vor dem Atelier in Bettringen
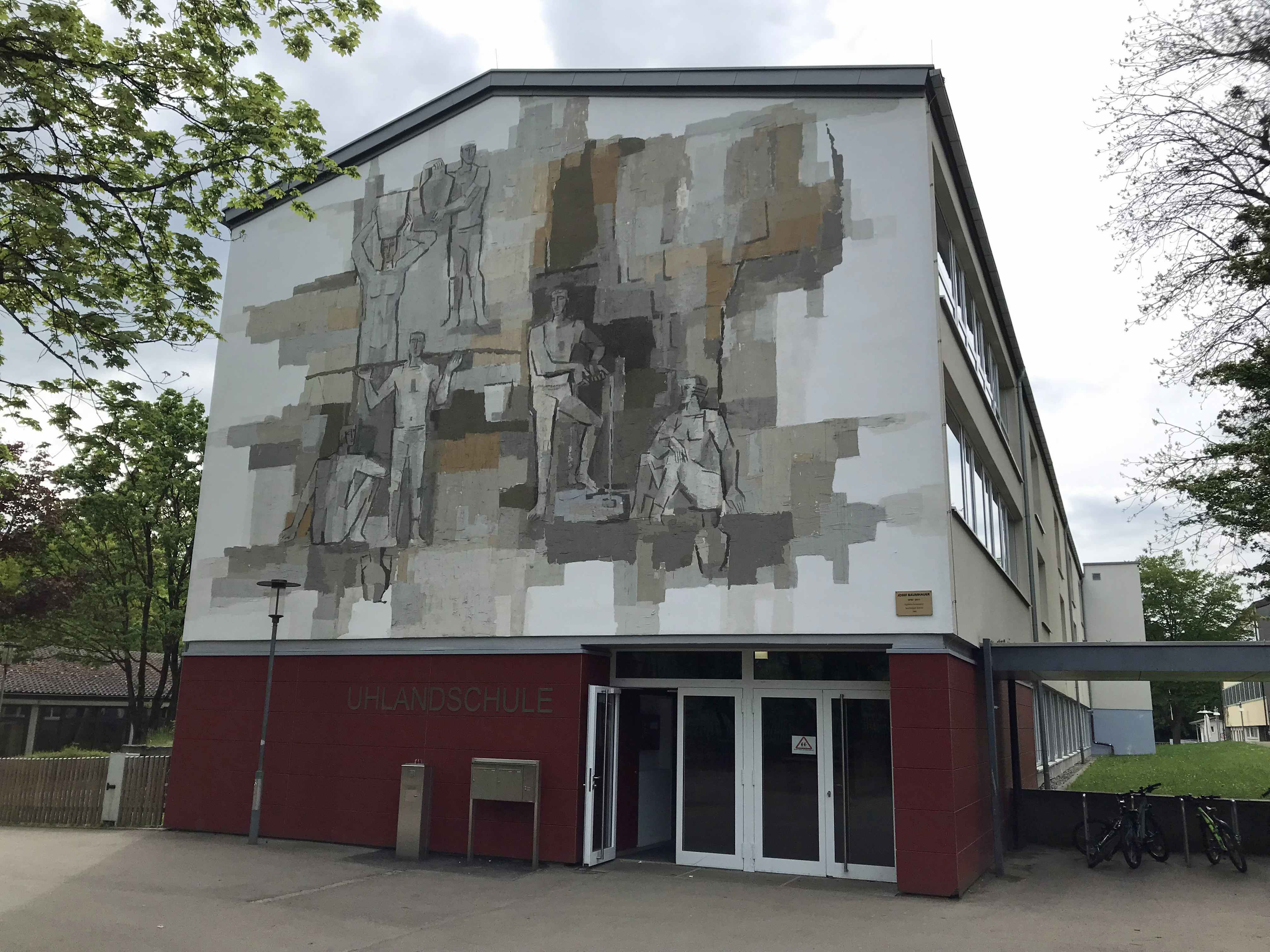
Figürliche Komposition, Spachtelputz und Malerei, 1960, Ostwand der Uhlandschule in Bettringen
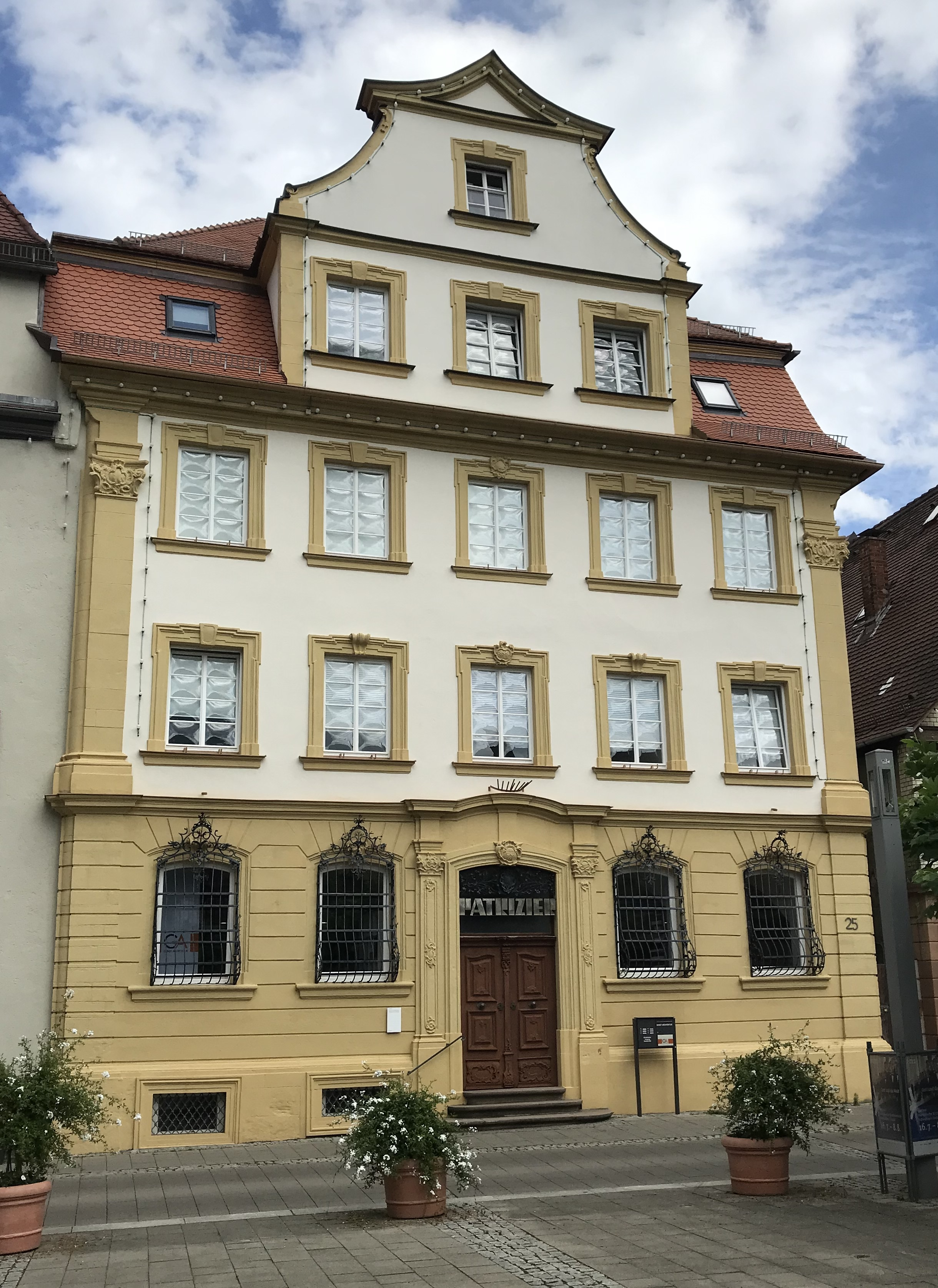
Ehemaliges „Hotel Patrizier“, Kornhausgasse 25 in Schwäbisch Gmünd
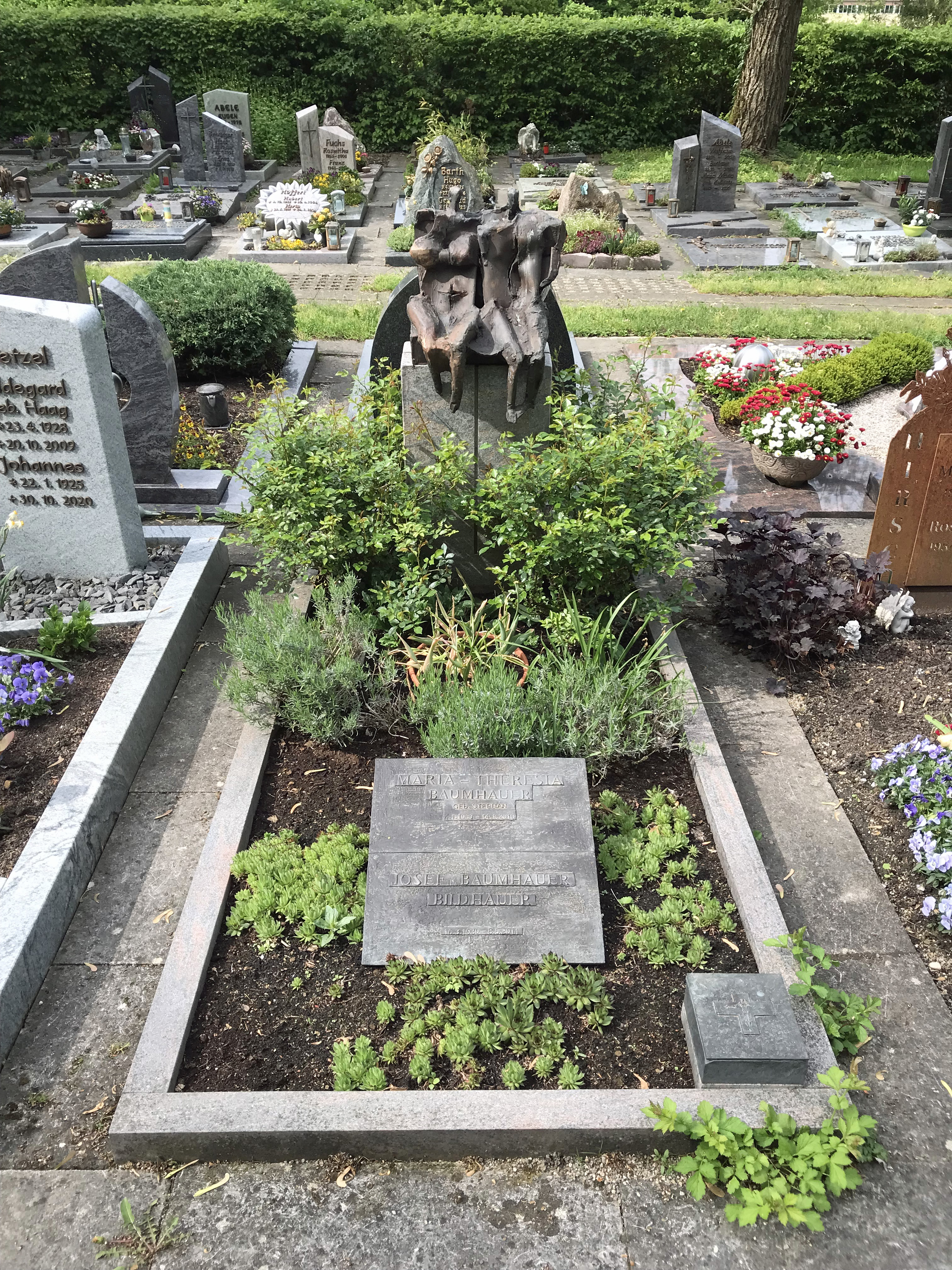
Grab von Maria-Theresia und Josef Baumhauer auf dem Ottilienfriedhof in Bettringen